# سانتیاگو دل استرو
سانتیاگو دل استرو (به اسپانیایی: Santiago del Estero) شهری در کشور آرژانتین، استان سانتیاگو دل استرو است که در سال ۲۰۰۹ میلادی، حدود ۳۵۷٬۰۰۰ نفر جمعیت داشته‌است.